# Cuillère à caviar

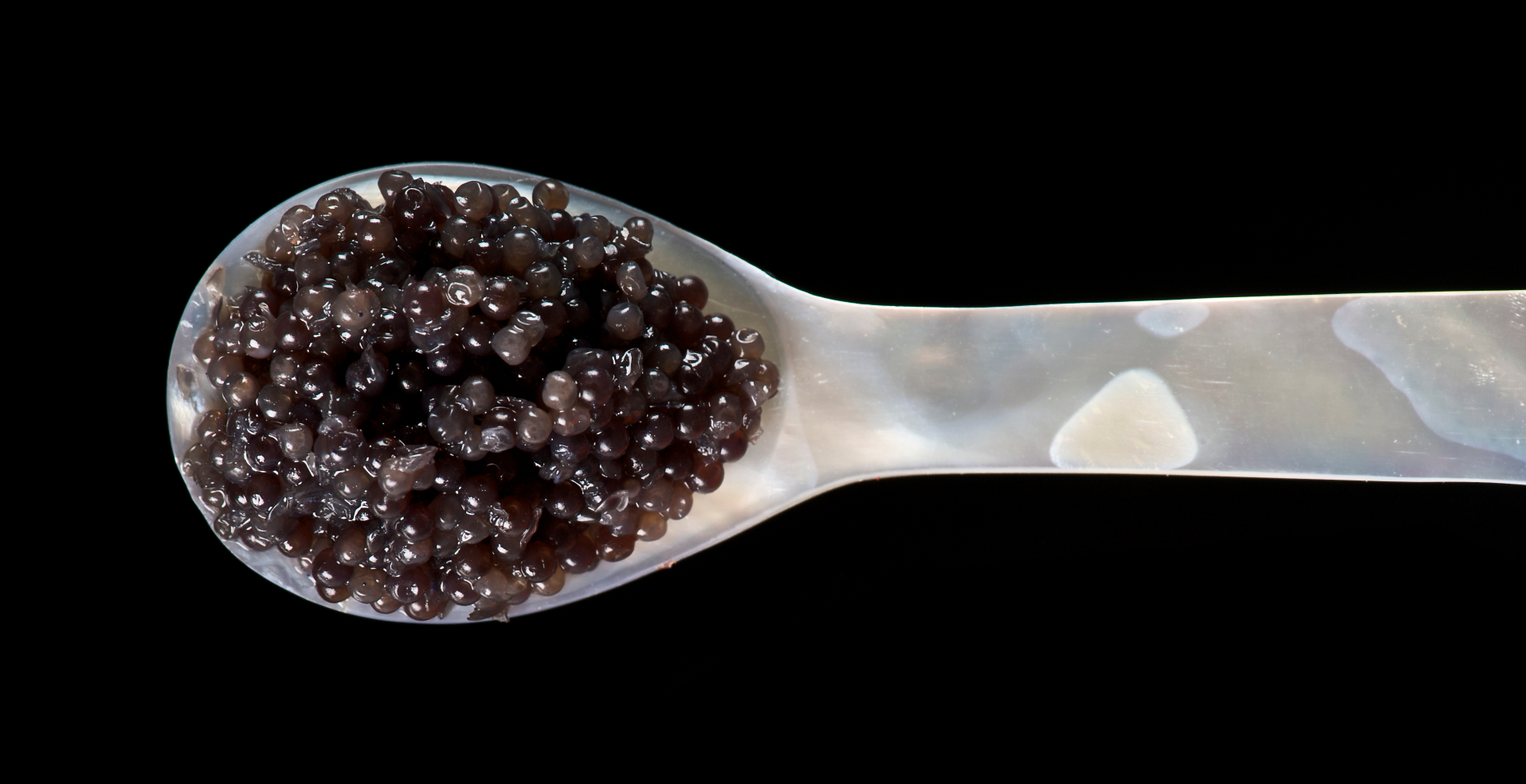
Caviar sur une cuillère en nacre.

Une cuillère à caviar est une petite cuillère utilisée pour consommer le caviar. Parfois objets de luxe, certaines remontent au XVIIe siècle. Elles peuvent être en os, en corne, en ivoire, en nacre, en verre, en or ou en argent.